# Circle line (métro de Singapour)
 (mai 2020).
Si vous disposez d'ouvrages ou d'articles de référence ou si vous connaissez des sites web de qualité traitant du thème abordé ici, merci de compléter l'article en donnant les références utiles à sa vérifiabilité et en les liant à la section « Notes et références ».
Pour les articles homonymes, voir Circle line (homonymie).
La Circle line, parfois désignée par l'acronyme CCL, est l'une des six lignes du métro de Singapour (Mass Rapid Transit ou MRT). Elle effectue une boucle incomplète à travers la cité-état, reliant la station Dhoby Ghaut dans le centre-ville à la station HarbourFront, au sud de Singapour. Elle possède également une branche se détachant à la station Promenade en direction de Marina Bay. Elles est exploitée par SMRT Corporation et est identifiée sur les plans par la couleur orange. Le tracé, entièrement souterrain, est actuellement long de 35,5 km pour un temps de parcours d'une heure environ.
Après un retard lié à l'effondrement survenu en 2004 à la station Nicoll Highway, la Circle line est inaugurée le 29 mai 2009 entre les stations Bartley et Marymount, devenant ainsi la quatrième ligne du réseau. Elle est ensuite étendue aux deux extrémités, vers Dhoby Ghaut le 17 avril 2010 puis vers HarbourFront le 8 octobre 2011. Enfin, la branche vers Marina Bay est mise en service le 14 février 2012. La dernière phase, prévue pour 2026, reliera Marina Bay à HarbourFront, permettant finalement de compléter la boucle.
Il s'agit de la seconde ligne du MRT à fonctionner entièrement sans conducteur mais également de l'une des plus longues lignes de métro automatique au monde. En 2015, sa fréquentation s'élevait à 398,000 passagers journaliers. Elle est la première ligne du réseau à utiliser du matériel roulant de capacité intermédiaire, avec des rames de type C830 et C830C de trois voitures.